# Cseh István (szobrász)
Cseh István (Pestszentlőrinc, 1909. november 30. – Budapest, 1995. június 18.) magyar szobrászművész.

## Életpályája
1933 és 1937 között az Iparművészeti Iskola, 1937 és 1939 között a párizsi  Ècole des Beaux-Arts Képzőművészeti Főiskola növendéke volt, amit saját maga finanszírozott. 1940 és 1944 között a Magyar Képzőművészeti Főiskola hallgatójaként mesterei: Simai Imre, Mátrai Lajos, Gaumont, Bory Jenő és Ferenczy Béni voltak. 1955-ben részt vett a főváros díszkút-szökőkút pályázatán, és elnyerte a 10000 Ft-os díjat. Épületplasztikákon kívül 1979-től éremművészettel is foglalkozott. 
Eredeti szakmája lakatos volt. Legfontosabb munkái: Csikó és Sirályok. 
A második világháborúban az oroszok őt is elvitték Málenkij Robotra.  
Életének utolsó éveiben inkább érmésznek tartotta magát, mint szobrászművésznek.  

## Művei köztéren
Petőfi-szobra Petőfibányára került.
Csikó szobra az Ecseri úti metrómegállóhoz közeli téren található. 

## Egyéni kiállításai
- 1968 • Hazafias Népfront, Budapest-Pestlőrinc.

## Részvétele csoportos kiállításokon (válogatás)
- 1960 • Magyar Képzőművészeti kiállítások • A felszabadult Budapest művészete, Magyar Nemzeti Galéria, Budapest
- 1964 • Téli Tárlat, Székesfehérvár.